# Francisco Aranda Millán
Francisco Aranda y Millán (Villarroya de la Sierra, 14 de outubro de 1881 — Pedrola, 20 de julho de 1937) foi um médico e zoólogo espanhol. Foi executado durante a Guerra Civil Espanhola por um esquadrão fascista. Era pai do crítico de cinema e escritor surrealista José Francisco Aranda García (1926-1989).